# 011 Београд
011 Београд је српско-аустријски филм снимљен 2003. године који је режирао Михаел Фаинфербергер.

## Радња
Снажна и емотивна прича о младима који покушавају пронаћи своје мјесто под сунцем. 
Троје младих Београђана живе у граду у којем влада сурови прагматизам и који не нуди много перспективе за живот. Уздајући се у своје пријатељство, на довитљив начин одлучују да потраже пут који води до остварења њихових снова и надања и неке лепше будућности.

## Улоге
| Глумац           | Улога |
| ---------------- | ----- |
| Михаило Лађевац  | Дејан |
| Вања Ејдус       | Маја  |
| Ана Стефановић   | Дања  |
| Радивоје Буквић  | Жељко |
| Борис Комненић   | Перо  |
| Горан Султановић | Аца   |